# 立川女子高等学校
立川女子高等学校（たちかわじょしこうとうがっこう）は東京都立川市高松町三丁目に所在する私立高等学校である。

## 概要
建学の精神は「愛と誠」。学校法人村井学園によって運営されている。
各学年1クラスを特進クラスとし、第一学年のときから大学進学を目標に学習を進めている。近年においては、2017年度の入試において中間倍率が都内全女子校の中で上位4位になった。

### 教育目標
- 心と心のふれあい
- 幅広い知識と確かな判断
- 自信を持って前向きに生きる

## 沿革
- 1925年 - 立川女学校創立。
- 1927年 - 立川高等女学校（4年制）となる。
- 1947年 - 学制改革により新制の立川女子中学校を設置。
- 1948年 - 新制の立川女子高等学校を設置。
- 1971年 - 中学校を休校する。
- 1996年 - 中学校を正式に廃止。

## 設置課程
- 全日制課程
  - 普通科
    - 特進コース
    - 総合コース
      - 教養系
      - 情報系
      - 生活系
      - 進学系

## クラブ活動
本校のクラブ活動の中では、山岳部の活躍が特に著名である。過去に都大会優勝21回、全国大会優勝2回を成し遂げた。1978年12月には日本の高校生としては初めてとなるヒマラヤ登頂に成功。また、1995年8月に中国の崑崙山脈最高峰であるコングール山の、それまで前人未踏だった第4峰（6650m）を制覇した。
また、ダンス部においては、全国大会に出場するなどの実績を残している。
演劇部は、2021年8月の第67回全国高校演劇大会において『おんなのこのひ』で優秀賞を受賞した。東京勢としては、1999年に最優秀賞を受賞した都立白鷗高校以来の受賞となる。

## 著名な出身者
- 夏純子（元女優）
- 山田花子（漫画家）
- 松本莉緒（女優、ヨガインストラクター）
- 吉田恵（元女優）
- 原菜摘子（サッカー選手）
- きゃりーぱみゅぱみゅ（歌手）[4]

## 交通
出典 : 
鉄道
- JR中央線・南武線・青梅線立川駅 徒歩7分
- 多摩都市モノレール線立川北駅 徒歩7分

バス
| 運行事業者 | 乗車駅     | 系統                                                                            | 下車停留所                |
| ---------- | ---------- | ------------------------------------------------------------------------------- | ------------------------- |
| 立川バス   | 立川駅     | 立14-3・立15-5・立20-1・立22・立23・立25-1 ・立26・立27・立30・立31・立51・立53 | 「高松町三丁目」、徒歩1分 |
| 西武バス   | 立川駅     | 立32・立40・立37・立39・立45                                                    | 「高松町三丁目」、徒歩1分 |
| 西武バス   | 東大和市駅 | 立33・立38・立38-1・立34                                                        | 「高松町三丁目」、徒歩1分 |
| 西武バス   | 東村山駅   | 立35・立35-1・立36                                                              | 「高松町三丁目」、徒歩1分 |